# آلبرت اشپر جونیور
آلبرت اشپر (به آلمانی: Albert Speer, Jr.) (تلفظ آلمانی: [ˈʃpe:ɐ̯]; زاده ۲۹ ژوئیه ۱۹۳۴ در برلین - درگذشته ۱۵ سپتامبر ۲۰۱۷ در فرانکفورت) معمار و شهرساز آلمانی بود. او پسر آلبرت اشپر بود که معمار ارشد آدولف هیتلر و سپس وزیر تسلیحات و تولیدات جنگی رایش سوم در جنگ جهانی دوم بود. پدر بزرگ او، آلبرت فریدریش اشپر هم معمار بود.

## حرفه
او در ۱۹۸۴، بورو آلبرت اشپر آوند پارتنر را در فرانکفورت بنیان نهاد که اکنون بیش از ۱۰۰ کارمند دارد و از بزرگ‌ترین و خوش شهرت‌ترین شرکتهای معماری و شهرسازی در آلمان است. او از مسئولین طراحی اکسپو ۲۰۰۰ بود که در هانوفر برگزار شد. او جزو گروه معماران درگیر جام جهانی فوتبال ۲۰۲۲ قطر بود.